# Llengua analítica
Una llengua analítica o aïllant basa el seu lèxic en la unió de diferents morfemes lliures, cada un amb un significat, que es va sumant per formar nous mots (un exemple clar seria el xinès). El concepte s'oposa a llengua sintètica.
Els morfemes de les llengües analítiques no tenen gairebé flexió o morfologia, ja que les nocions gramaticals es formen unint-se amb altres morfemes-paraula. Per exemple, en comptes de tenir una paraula com cadireta, s'agafa la paraula petit i cadira o s'ajunten en un sol mot. La sintaxi depèn molt de l'ordre dels elements de la frase.
En general, les llengües es classifiquen en analítiques o sintètiques però hi ha graus. L'anglès, així, és més analític que el català, com prova la seva morfologia simplificada als verbs o al gènere, tot i ser les dues llengües sintètiques com prova la formació de plurals o adverbis.

## Llengües analítiques
- Llengües sinítiques